# L'Échange (Les Simpson)
Pour les articles homonymes, voir L'Échange.
L'Échange (France) ou Quelles familles ! (Québec) (Double, Double, Boy in Trouble) est le 3e épisode de la saison 20 de la série télévisée d'animation Les Simpson.

## Synopsis
Après avoir fait perdre 50 000 $ de billet de loterie à son père, Bart décide d'échanger sa place avec un garçon du nom de Simon Woosterfield qui lui ressemble trait pour trait. Mais si Simon est gentil avec les Simpson, Bart se rend très vite compte que dans sa nouvelle famille, son demi-frère et sa demi-sœur veulent l'assassiner pour récupérer sa part de l'immense héritage de la famille Woosterfield.